# Akkalská sámština
Akkalská sámština je mrtvý východosámský jazyk z ugrofinské větve uralské jazykové rodiny. Její poslední mluvčí, Marja Sergina, zemřela 29. prosince 2003. Dodnes však žije v této oblasti zhruba stovka Akkalských Sámů.
Akkalská sámština má dvě mluvnická čísla (jednotné a množné) a 8 pádů: nominativ, genitiv-akuzativ, partitiv, dativ-illativ, lokativ, essiv, komitativ a abessiv. U sloves rozlišuje pouze tři způsoby (indikativ, imperativ, kondicionál; potenciál již vymizel) a čtyři časy (přítomný, předpřítomný, minulý, předminulý).

## Příklady

### Číslovky
| Akkalská sámština | Česky |
| ыхт               | jeden |
| куоһт             | dva   |
| коум              | tři   |
| нелль             | čtyři |
| витт              | pět   |
| кутт              | šest  |
| киһччем           | sedm  |
| каһц              | osm   |
| ахц               | devět |
| лоһкь             | deset |